# 기타후지오카역
기타후지오카역(일본어: 北藤岡駅)은 일본 군마현 후지오카시에 있는 동일본 여객철도(JR동일본) 하치코 선의 역이다.

## 타는 곳
|               | ■하치코 선 | 요리이・오가와마치・고마카와 방면 |
| 다카사키 방면 | ■하치코 선 |                                   |

## 인접역
동일본 여객철도
■하치코 선
군마후지오카 - 기타후지오카 - 구라가노